# Abreugrafia

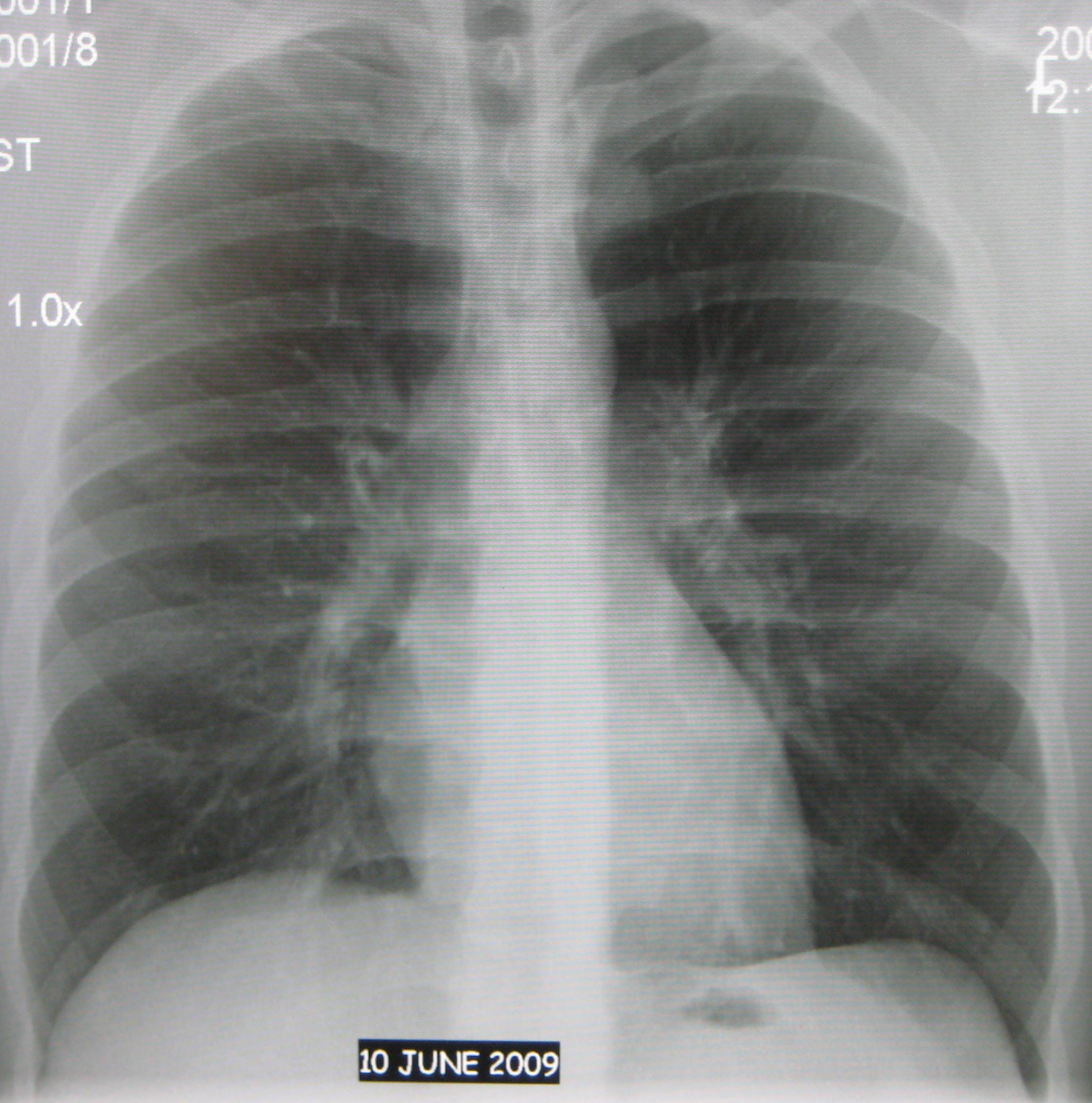
Uma abreugrafia

Abreugrafia, microrradiografia, fotofluorografia ou fluorografia é uma fotografia de pequena dimensão de um ecrã de fluoroscopia ou radioscopia, usada no rastreio em massa de tuberculose. O método foi criado pelo professor e médico brasileiro Manuel Dias de Abreu em meio à epidemia de tuberculose que assolava a cidade do Rio de Janeiro nas primeiras décadas do século XX. Trata-se de uma radiografia em tamanho reduzido dos pulmões a partir de um método rápido e de baixo custo com o objetivo de facilitar o diagnóstico daquela doença que levava a altos índices de mortalidade à época.
Abreu era chefe do serviço de radiologia do antigo Hospital Alemão, no Rio de Janeiro, e desenhou uma máquina emissora de feixe de raios X, numa combinação de técnicas de radiologia e de fotografia. Seus desenhos foram a referência para engenheiros da subsidiária da Siemens AG no Rio, a Casa Lohner, construírem os primeiros aparelhos. Em 1936, Abreu obteve as primeiras imagens com nitidez suficiente para detectar sinais de tuberculose ainda imperceptíveis por outras técnicas diagnósticas de então. Assim, o exame possibilitou o diagnóstico da doença ainda antes do surgimento dos sintomas, como também a detecção de sinais de cânceres e cardiopatias.
A técnica de imagem foi denominada de roentgenfotografia por Abreu, porém, em decisão unânime de médicos do I Congresso Nacional de Tuberculose, em 1939, ela foi designada como "abreugrafia" em homenagem ao inventor. Ao longo do tempo, espalhou-se pelo Brasil e por outros países, especialmente, diante de exigências, no Brasil, de abreugrafias para fazer matrículas escolares e ocupar vagas de emprego. Com isso, o invento levou Manuel Dias de Abreu a ser indicado três vezes para o Prêmio Nobel (em 1946, 1951 e 1953). E, em 1958, o Decreto n. 42 984 daquele ano estabeleceu, no Brasil, o dia 4 de janeiro como o "Dia Nacional da Abreugrafia", em homenagem ao professor inventor.
O uso da abreugrafia em massa foi contraindicado pela Organização Mundial da Saúde (OMS) em 1974, na medida em que expunha desnecessariamente a população a doses de radiação (raios X), enquanto se disseminava outras formas de diagnóstico de tuberculose, como a atual pesquisa do bacilo de Koch no escarro. No Brasil do fim da década de 1970, as exigências de abreugrafias para admissão em escolas e empresas foram abolidas.